# Livingstonemedaljen
Livingstonemedaljen är ett pris som utdelas av Geografiska sällskapet i Edinburgh till en person eller institution som gjort stora insatser för allmänheten och där geografi haft en viktig roll. Priset instiftades till minne av David Livingstone i början av 1900-talet.
2008 års Livingstonemedalj tilldelades komikern Michael Palin för hans insatser beträffande att skapa bättre förståelse för andra kulturer och folk. Priset har delats ut varje år sedan 1901, med undantag för 2003 och 2005.

## Mottagare (i urval)
- 1901 - Harry Johnston
- 1902 - Sven Hedin
- 1903 - Robert Falcon Scott
- 1903 - Robert Peary
- 1905 - Archibald Geikie
- 1909 - Ernest Shackleton
- 1910 - John Murray
- 1912 - Roald Amundsen
- 1953 - Edmund Hillary
- 1971 - Neil Armstrong
- 1989 - David Attenborough
- 1994 - Richard Leakey
- 1995 - Läkare utan gränser
- 2007 - Wangari Maathai
- 2008 - Michael Palin
- 2009 - Rory Stewart
- 2012 - Mary Robinson
- 2015 - Annie Lennox
- 2016 - Magnus MacFarlane-Barrow
- 2018 - Josh Littlejohn och Alice Thompson